# Yasuharu Hasebe
Yasubaru Hasebe (長谷部安春?, Hasebe Yasubaru; Tokyo, 4 aprile 1932 – Kawasaki, 14 giugno 2009) è stato un regista e sceneggiatore giapponese, considerato uno dei pionieri del genere Pinky Violence, per il quale ha diretto i film Stray Cat Rock: Sex Hunter, Female Prisoner Scorpion: Grudge Song e Sengoku Rock: Female Warriors.

## Carriera
Laureatosi all'università di Waseda, iniziò a lavorare per la Nikkatsu nel 1958, in veste di aiuto regista, lavorando anche con Seijun Suzuki. Nel 1966 esordì nella regia cinematografica, dirigendo il film d'azione-parodia Black Tight Killers, colorato, pop e pieno di situazioni surreali e comiche.
Nel 1970 diresse Stray Cat Rock: Sex Hunter, terza parte della serie Stray Cat Rock, interpretato da Meiko Kaji. Hasebe diresse, sempre lo stesso anno, altri due film della serie: Stray Cat Rock: Machine Animal e Female Juvenile Delinquent Leader: Stray Cat Rock. Nel 1973 sostituì Shunya Ito e diresse Female Prisoner Scorpion: Grudge Song, quarto lungometraggio della serie Sasori.
Nel 1976 girò il pinku eiga Rape!, seguito da Assault! Jack the Ripper e da Rape! 13th Hour. Alla fine degli anni settanta lasciò la Nikkatsu e nel 1982 girò per la Toei il film d'azione Fossilized Wilderness, quindi si ritirò, tornando alla fine degli anni novanta, dirigendo Lesson, mentre nel 1999 diresse una serie di film realizzati per il V-Cinema.
Nel 2009 diresse il suo ultimo film, intitolato Aibō shirīzu Kanshiki Yonezawa Mamoru no jikenbo. È morto il 14 giugno 2009, a causa di una polmonite.

## Filmografia parziale

### Regista
- Black Tight Killers (Ore ni sawaru to abunaize) (1966)
- Bloody Territories (Kōiki bōryoku: ryuuketsu no shima) (1969)
- Stray Cat Rock: Sex Hunter (Nora-neko rokku: Sekkusu hanta) (1970)
- Stray Cat Rock: Machine (Nora-neko rokku: Mashin animaru) (1970)
- Female Juvenile Delinquent Leader: Stray Cat Rock (Nora-neko rokku: Onna banchō) (1970)
- Female Prisoner Scorpion: Grudge Song (Joshū Sasori: 701-gō Urami-bushi) (1973)
- Rape! (Okasu!) (1976)
- Assault! Jack the Ripper (Bôkô Kirisaki Jakku) (1976)
- Rape! 13th Hour (Reipu 25-ji: Bōkan) (1977)
- Fossilized Wilderness (Kaseki no kouya) (1982)
- Aibō shirīzu Kanshiki Yonezawa Mamoru no jikenbo (2009)